# Kamienica przy ulicy Radziwiłłowskiej 20 w Krakowie
Kamienica przy ulicy Radziwiłłowskiej 20 – zabytkowa kamienica znajdująca się w Krakowie, w dzielnicy I przy ulicy Radziwiłłowskiej, na Wesołej.
Kamienica została wzniesiona w czwartej ćwierci XIX wieku według projektu architekta Aleksandra Biborskiego. W latach 1918–1922 kamienica była zamieszkiwana przez Anielę Salawą, błogosławioną Kościoła katolickiego.

17 października 1990 kamienica została wpisana do rejestru zabytków. Znajduje się także w gminnej ewidencji zabytków.

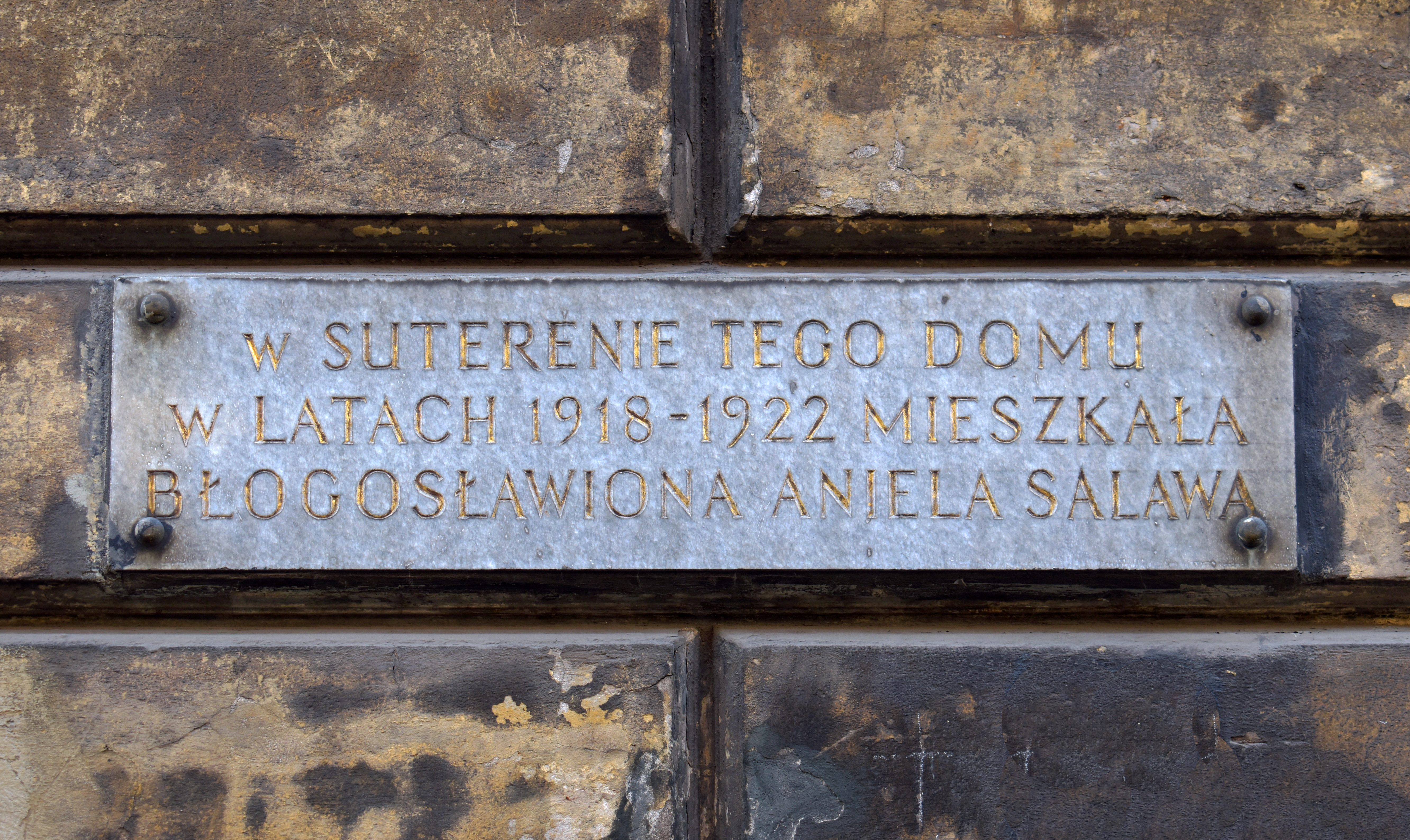
Tablica pamiątkowa